# 2019 na Albânia
Eventos do ano de 2019 na Albânia.

## Incumbentes
- Presidente: Ilir Meta.
- Primeiro-Ministro: Edi Rama.

## Eventos
Maio
- 10 á 14 de maio - Albânia competiu o Festival Eurovisão da Canção 2019 com Jonida Maliqi que usou a canção TŐKÉS Ktheju.

Junho
- 30 de junho - Eleições locais[1]